# Berthold Speidel
Berthold Speidel (* 30. September 1912 in Tübingen; † 19. Mai 1988 in Bad Hersfeld) war ein deutscher Grünlandsoziologe.

## Leben
Speidel, Sohn eines Schuldirektors, studierte Naturwissenschaften und Mathematik an den Universitäten in Freiburg i. Br., Bonn, München und zuletzt in Münster, wo er 1939 mit einer Arbeit über die Physiologie des Blutens bei höheren Pflanzen promovierte. Anschließend arbeitete er als wissenschaftlicher Assistent bei der Biologischen Reichsanstalt für Land- und Forstwirtschaft in Berlin-Dahlem und nach dem Zweiten Weltkrieg für kurze Zeit als Pflanzensoziologe in Baden-Württemberg. Seit 1950 war er bei der Hessischen Lehr- und Forschungsanstalt für Grünlandwirtschaft und Futterbau tätig – zuerst in Wehrda, seit 1952 auf dem Eichhof in Bad Hersfeld. Hier leitete er bis 1977 das Institut für Grünlandbotanik.
Speidel war ein hervorragender Kenner des hessischen Grünlandes. Seine pflanzensoziologischen Kartierungen sind wichtige Beiträge zur Vegetationskunde Hessens. Zu den beachtenswerten Beiträgen über die Biodynamik von Grünlandflächen gehören seine Untersuchungen über die ober- und unterirdische Stoffproduktion einer Goldhaferwiese.

## Schriften (Auswahl)
- Untersuchungen zur Physiologie des Blutens bei höheren Pflanzen. Diss. phil. Münster 1939. Zugl. in: Planta Bd. 30, 1939, S. 67–112.
- Das Grünland, die Grundlage der bäuerlichen Betriebe auf dem Vogelsberg. Ergebnisse und Auswertung einer pflanzensoziologischen Kartierung. Lauterbach in Hessen 1963 = Schriftenreihe des Bodenverbandes Vogelsberg H. Nr. 3.
- Zur ober- und unterirdischen Stoffproduktion einer Goldhaferwiese bei verschiedener Düngung (mit A. Weiß). In: Angewandte Botanik Bd. 46, 1972, S. 75–93.